# Phare de Siglunes
Le phare de Siglunes (en islandais : Siglunesviti) est un phare situé dans la région de Norðurland vestra, qui marque l'entrée orientale du fjord de Siglufjörður. 